# Politique dans les Landes
Le département français des Landes est un département créé le 4 mars 1790 en application de la loi du 22 décembre 1789, à partir de l'ancienne province de Gascogne. Les 327 actuelles communes, dont presque toutes sont regroupées en intercommunalités, sont organisées en 15 cantons permettant d'élire les conseillers départementaux. La représentation dans les instances régionales est quant à elle assurée par 16 conseillers régionaux. Le département est également découpé en 3 circonscriptions législatives, et est représenté au niveau national par trois députés et deux sénateurs. 

## Représentation politique et administrative

### Préfets et arrondissements

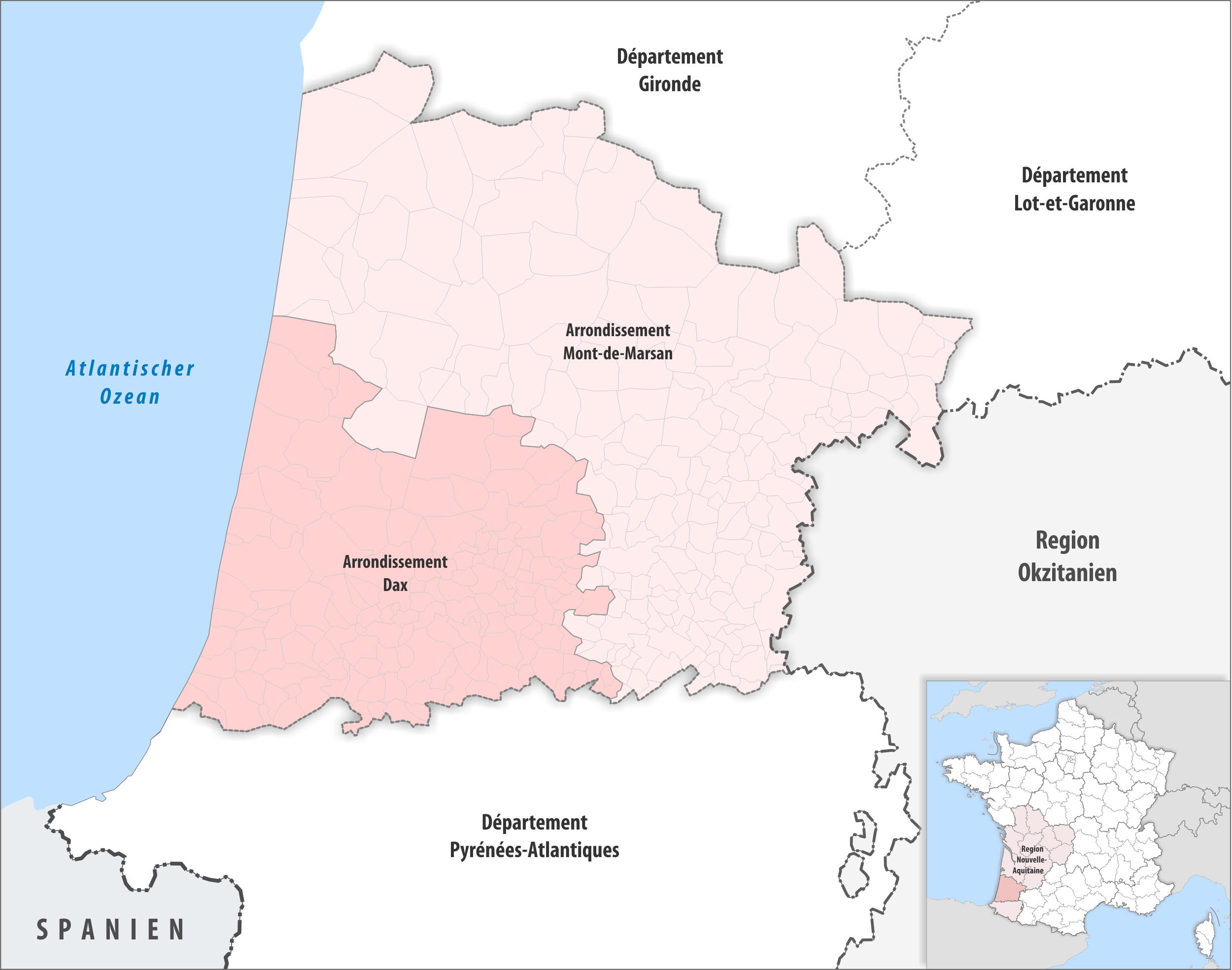
Arrondissements

La préfecture des Landes est localisée à Mont-de-Marsan. Le département possède en outre une sous-préfecture à Dax. En 1926, l'arrondissements de Saint-Sever a été supprimé.

### Députés et circonscriptions législatives

Circonscriptions et affiliations à l'issue des élections de 2024.

| Circ. | Nom                    |  | Parti | Groupe                             | Suppléant           |
| ----- | ---------------------- |  | ----- | ---------------------------------- | ------------------- |
| 1re   | Geneviève Darrieussecq |  | MoDem | Les Démocrates                     | Fabien Lainé        |
| 1re   | Fabien Lainé           |  | MoDem | Les Démocrates                     | –                   |
| 1re   | Geneviève Darrieussecq |  | MoDem | Les Démocrates                     | Fabien Lainé        |
| 2e    | Lionel Causse          |  | RE    | Ensemble pour la République (app.) | Maëva Dedieu        |
| 3e    | Boris Vallaud          |  | PS    | Socialistes et apparentés          | Christine Fournadet |

### Sénateurs
| Nom            |  | Parti | Groupe                                | Autres mandats (passés ou actuels)                      |
| -------------- |  | ----- | ------------------------------------- | ------------------------------------------------------- |
| Monique Lubin  |  | PS    | Socialiste, écologiste et républicain | conseillère départementale du canton de Chalosse Tursan |
| Éric Kerrouche |  | PS    | Socialiste, écologiste et républicain |                                                         |

### Conseillers départementaux

Cantons et affiliations à l'issue des élections de 2021.

| Canton                  | Conseiller Sortant    | Parti | Parti | Conseiller élu       | Parti | Parti |
| ----------------------- | --------------------- | ----- | ----- | -------------------- | ----- | ----- |
| Adour Armagnac          | Marie-France Gauthier |       | DVD   | Agathe Bourretère    |       | PS    |
| Adour Armagnac          | Xavier Lagrave        |       | UDI   | Boris Vallaud        |       | PS    |
| Chalosse Tursan         | Monique Lubin         |       | PS    | Monique Lubin        |       | PS    |
| Chalosse Tursan         | Olivier Martinez      |       | PS    | Olivier Martinez     |       | PS    |
| Côte d'Argent           | Xavier Fortinon       |       | PS    | Xavier Fortinon      |       | PS    |
| Côte d'Argent           | Muriel Lagorce        |       | PS    | Muriel Lagorce       |       | PS    |
| Coteau de Chalosse      | Didier Gaugeacq       |       | PS    | Christine Fournadet  |       | PS    |
| Coteau de Chalosse      | Odile Lafitte         |       | PS    | Didier Gaugeacq      |       | PS    |
| Dax-1                   | Henri Bedat           |       | PS    | Henri Bedat          |       | PS    |
| Dax-1                   | Cathy Delmon          |       | PS    | Sylvie Peducasse     |       | PCF   |
| Dax-2                   | Gabriel Bellocq       |       | PS    | Martine Dedieu       |       | DVD   |
| Dax-2                   | Gloria Dorval         |       | DVG   | Julien Dubois        |       | DVD   |
| Grands Lacs             | Patricia Cassagne     |       | LR    | Christophe Labruyère |       | MoDem |
| Grands Lacs             | Alain Dudon           |       | LR    | Hélène Larrezet      |       | DVD   |
| Haute Lande Armagnac    | Dominique Coutière    |       | PS    | Dominique Coutière   |       | PS    |
| Haute Lande Armagnac    | Magali Valiorgue      |       | PS    | Magali Valiorgue     |       | PS    |
| Marensin-Sud            | Lionel Camblanne      |       | LR    | Cyril Gayssot        |       | PS    |
| Marensin-Sud            | Anne-Marie Dauga      |       | LR    | Sandra Tollis        |       | PS    |
| Mont-de-Marsan-1        | Mathieu Ara           |       | MoDem | Frédéric Dutin       |       | PS    |
| Mont-de-Marsan-1        | Chantal Gonthier      |       | DVD   | Salima Sensou        |       | PS    |
| Mont-de-Marsan-2        | Muriel Crozes         |       | MoDem | Patricia Beaumont    |       | DVG   |
| Mont-de-Marsan-2        | Pierre Mallet         |       | MoDem | Julien Paris         |       | G.s   |
| Orthe et Arrigans       | Rachel Durquety       |       | PS    | Damien Delavoie      |       | PCF   |
| Orthe et Arrigans       | Yves Lahoun           |       | PCF   | Rachel Durquety      |       | PS    |
| Pays morcenais tarusate | Paul Carrère          |       | PS    | Paul Carrère         |       | PS    |
| Pays morcenais tarusate | Dominique Degos       |       | PS    | Dominique Degos      |       | PS    |
| Pays tyrossais          | Sylvie Bergeroo       |       | PS    | Sylvie Bergeroo      |       | PS    |
| Pays tyrossais          | Jean-Luc Delpuech     |       | PS    | Jean-Luc Delpuech    |       | PS    |
| Seignanx                | Eva Belin             |       | PCF   | Eva Belin            |       | PCF   |
| Seignanx                | Jean-Marc Lespade     |       | PCF   | Jean-Marc Lespade    |       | PCF   |

### Conseillers régionaux
Présidence : Alain Rousset (Gironde)
|            | Parti | Siège |
| ---------- | ----- | ----- |
| Majorité   |       |       |
|            | PS    | 6     |
|            | DVG   | 2     |
|            | PC    | 1     |
| Opposition |       |       |
|            | RN    | 2     |
|            | LR    | 1     |
|            | EÉLV  | 1     |
|            | UDI   | 1     |
|            | MoDem | 1     |
|            | DVC   | 1     |

### Maires

Carte des 327 communes des Landes au 1er janvier 2022.

| Commune              | Maire                |  | Parti | Élection | Population |
| -------------------- | -------------------- |  | ----- | -------- | ---------- |
| Biscarrosse          | Hélène Larrezet      |  | DVD   | 2020     | 15 412     |
| Capbreton            | Patrick Laclédère    |  | PS    | 2012     | 9 218      |
| Dax                  | Julien Dubois        |  | HOR   | 2020     | 21 716     |
| Mont-de-Marsan       | Charles Dayot        |  | LR    | 2017     | 31 455     |
| Saint-Paul-lès-Dax   | Julien Bazus         |  | PS    | 2020     | 14 114     |
| Saint-Pierre-du-Mont | Joël Bonnet          |  | DVD   | 2014     | 9 996      |
| Soustons             | Frédérique Charpenel |  | PS    | 2016     | 8 445      |
| Tarnos               | Marc Mabillet        |  | PCF   | 2024     | 12 900     |